# LightWave 3D
LightWave – program do tworzenia grafiki 3D, stworzony przez firmę NewTek. LightWave jest wykorzystywany w wielu produkcjach filmowych, reklamach, grach oraz mniejszych pracach.
Początkowo program (właściwie to programy, ponieważ oba moduły zostały stworzone niezależnie przez innych programistów) LightWave był dostępny wyłącznie na komputery Amiga, potem także na platformę Silicon Graphics, a w roku 1995 został przeniesiony na platformę PC oraz Macintosh.
Składa się z dwóch osobnych programów:
- Modeler używany jest do tworzenia obiektów.
- Layout służy do ustawiania sceny, animowania i renderowania.

LightWave 3D posiada swój własny język skryptowy LScript, który umożliwia dostęp do prawie wszystkich funkcji programu. Od wersji 11 NewTek dodał także obsługę języka skryptowego Python. Dzięki temu dla LightWave opracowano wiele wtyczek, takich jak: FPrime, Kray czy HD Instance. Rozszerzają one możliwości pakietu o wiele jeszcze niedostępnych opcji lub stanowią alternatywę dla domyślnych rozwiązań (np. Kray jest alternatywnym rendererem). W sieci znaleźć można bardzo wiele innych, często darmowych, wtyczek.
Wszystkie skróty klawiszowe i rozkład przycisków w panelach bocznych interfejsu (sidebarach) jest w pełni konfigurowalny. Umożliwia to dostosowanie programu do sposobu pracy.
Dzięki oddzieleniu modeli od scen można bardzo łatwo aktualizować jednocześnie wiele obiektów w scenie. Pozwala to też zachować przejrzystość sceny oraz większą nad nią kontrolę. Niestety przez to nie można animować edycji obiektu w Layoucie. Jedynym wyjściem jest tu używanie morfingu lub deformacji, które jednak nie zastąpią pełnej edycji. Z tego powodu od wersji 9.0 dokonywane jest stopniowe udostępnienie narzędzi modelowania w module Layout, co ma upodobnić pracę z programem do pracy w innych pakietach.